# Fußball-Asienmeisterschaft 2015/Gruppe C
| Pl. | Land               | Sp. | S | U | N | Tore    | Diff. | Punkte |
| --- | ------------------ | --- | - | - | - | ------- | ----- | ------ |
| 1.  | Iran               | 3   | 3 | 0 | 0 | 004:000 | +4    | 09     |
| 2.  | Ver. Arab. Emirate | 3   | 2 | 0 | 1 | 006:300 | +3    | 06     |
| 3.  | Bahrain            | 3   | 1 | 0 | 2 | 003:500 | −2    | 03     |
| 4.  | Katar              | 3   | 0 | 0 | 3 | 002:700 | −5    | 0      |

Die Gruppe C der Fußball-Asienmeisterschaft 2015 war eine der vier Gruppen des Turniers. Die ersten beiden Spiele wurden am 11. Januar 2015 ausgetragen, der letzte Spielftag fand am 19. Januar 2015 statt. Die Gruppe bestand aus den Nationalmannschaften aus dem Iran, den Ver. Arab. Emirate, Katar und Bahrain.

## Ver. Arab. Emirate – Katar 4:1 (1:1)
| Ver. Arab. Emirate                                                         | Ver. Arab. Emirate | Katar | Katar | Aufstellung                                |
| -------------------------------------------------------------------------- | --- | --- | ----- | ------------------------------------------ |
| Ver. Arab. Emirate                                                         | \| 1. Spieltag \| \| 11. Januar 2015 um 18:00 Uhr (8:00 Uhr MEZ) in Canberra (Canberra Stadium) \| \| Zuschauer: 5.513 \| \| Schiedsrichter: Kim Jong-hyeok ( Südkorea) \| \| Spielbericht \|                                                                              | \| 1. Spieltag \| \| 11. Januar 2015 um 18:00 Uhr (8:00 Uhr MEZ) in Canberra (Canberra Stadium) \| \| Zuschauer: 5.513 \| \| Schiedsrichter: Kim Jong-hyeok ( Südkorea) \| \| Spielbericht \| | Katar | Aufstellung Ver. Arab. Emirate gegen Katar |
| Ver. Arab. Emirate                                                         | Majed Naser – Abdelaziz Sanqour, Hamdan al-Kamali, Mohanad Salem, Walid Abbas – Khamis Esmaeel, Amer Abdulrahman (68. Majed Hassan) – Omar Abdulrahman, Ali Mabkhout, Mohamed Abdulrahman (68. Ismail al-Hammadi) – Ahmed Khalil (85. Habib Fardan) Cheftrainer: Mahdi Ali | Qasem Burhan – Abdelkarim Hassan, Ibrahim Majid , Almahdi Ali Mukhtar, Mohammed Tresor Abdullah – Ahmed Abdul Maqsoud – Khalfan Ibrahim (63. Ismaeel Mohammad), Abdulaziz Hatem, Karim Boudiaf (46. Boualem Khoukhi), Hassan Al Haidos – Mohammed Muntari (69. Meshal Abdullah) Cheftrainer: Djamel Belmadi ( Algerien) | Katar | Aufstellung Ver. Arab. Emirate gegen Katar |
| Ver. Arab. Emirate                                                         | 1:1 Khalil (37.) 2:1 Khalil (52.) 3:1 Mabkhout (56.) 4:1 Mabkhout (89.) | 0:1 Ibrahim (22.) | Katar | Aufstellung Ver. Arab. Emirate gegen Katar |
| Ver. Arab. Emirate                                                         | Abbas (35.), al-Kamali (61.) | Maqsoud (44.) | Katar | Aufstellung Ver. Arab. Emirate gegen Katar |
| Ver. Arab. Emirate                                                         | Spieler des Spiels: Ahmed Khalil (Ver. Arab. Emirate) | | Katar | Aufstellung Ver. Arab. Emirate gegen Katar |
| 1. Spieltag                                                                | | |       |                                            |
| 11. Januar 2015 um 18:00 Uhr (8:00 Uhr MEZ) in Canberra (Canberra Stadium) | | |       |                                            |
| Zuschauer: 5.513                                                           | | |       |                                            |
| Schiedsrichter: Kim Jong-hyeok ( Südkorea)                                 | | |       |                                            |
| Spielbericht                                                               | | |       |                                            |

## Iran – Bahrain 2:0 (1:0)
| Iran                                                                                      | Iran | Bahrain | Bahrain | Aufstellung                    |
| ----------------------------------------------------------------------------------------- | --- | --- | ------- | ------------------------------ |
| Iran                                                                                      | \| 1. Spieltag \| \| 11. Januar 2015 um 20:00 Uhr (10:00 Uhr MEZ) in Melbourne (Melbourne Rectangular Stadium) \| \| Zuschauer: 17.712 \| \| Schiedsrichter: Ben Williams ( Australien) \| \| Spielbericht \|                                                                                                   | \| 1. Spieltag \| \| 11. Januar 2015 um 20:00 Uhr (10:00 Uhr MEZ) in Melbourne (Melbourne Rectangular Stadium) \| \| Zuschauer: 17.712 \| \| Schiedsrichter: Ben Williams ( Australien) \| \| Spielbericht \|                                                                       | Bahrain | Aufstellung Iran gegen Bahrain |
| Iran                                                                                      | Alireza Haghighi, Vouria Ghafouri, Jalal Hosseini, Morteza Pouraliganji, Mehrdad Pooladi – Andranik Teymourian, Javad Nekounam – Ashkan Dejagah (89. Soroush Rafiei), Masoud Shojaei (80. Alireza Jahanbakhsh), Ehsan Hajsafi – Reza Ghoochannejhad (75. Sardar Azmoun) Cheftrainer: Carlos Queiroz ( Portugal) | Sayed Jaffer – Waleed al-Hayam (65. Rashed al-Hooti), Mohamed Husain , Hussain Ali Baba, Abdullah Omar – Sayed Saeed, Abdulwahab Al-Safi, Faouzi Aaish, Sami al-Husaini (80. Sayed Ahmed) – Ismail Abdullatif (66. Abdulwahab al-Malood), Jaycee Okwunwanne Cheftrainer: Marjan Eid | Bahrain | Aufstellung Iran gegen Bahrain |
| Iran                                                                                      | 1:0 Hajsafi (45.+1') 2:0 Shojaei (71.) | | Bahrain | Aufstellung Iran gegen Bahrain |
| Iran                                                                                      | Hajsafi (23.) | Omar (44.) | Bahrain | Aufstellung Iran gegen Bahrain |
| Iran                                                                                      | Spieler des Spiels: Ehsan Hajsafi (Iran) | | Bahrain | Aufstellung Iran gegen Bahrain |
| 1. Spieltag                                                                               | | |         |                                |
| 11. Januar 2015 um 20:00 Uhr (10:00 Uhr MEZ) in Melbourne (Melbourne Rectangular Stadium) | | |         |                                |
| Zuschauer: 17.712                                                                         | | |         |                                |
| Schiedsrichter: Ben Williams ( Australien)                                                | | |         |                                |
| Spielbericht                                                                              | | |         |                                |

## Bahrain – Ver. Arab. Emirate 1:2 (1:1)
| Bahrain                                                                    | Bahrain | Ver. Arab. Emirate | Ver. Arab. Emirate | Aufstellung                                  |
| -------------------------------------------------------------------------- | --- | --- | ------------------ | -------------------------------------------- |
| Bahrain                                                                    | \| 2. Spieltag \| \| 15. Januar 2015 um 18:00 Uhr (8:00 Uhr MEZ) in Canberra (Canberra Stadium) \| \| Zuschauer: 7.925 \| \| Schiedsrichter: Chris Beath ( Australien) \| \| Spielbericht \|                                                                                              | \| 2. Spieltag \| \| 15. Januar 2015 um 18:00 Uhr (8:00 Uhr MEZ) in Canberra (Canberra Stadium) \| \| Zuschauer: 7.925 \| \| Schiedsrichter: Chris Beath ( Australien) \| \| Spielbericht \|                                                                               | Ver. Arab. Emirate | Aufstellung Bahrain gegen Ver. Arab. Emirate |
| Bahrain                                                                    | Sayed Jaffer – Abdullah Omar, Mohamed Duaij Mahorfi (66. Hussain Ali Baba), Mohamed Husain , Rashed al-Hooti – Sayed Saeed (78. Ismail Abdullatif), Sayed Ahmed, Abdulwahab Al-Safi, Faouzi Aaish – Jaycee Okwunwanne, Abdulwahab al-Malood (78. Sami al-Husaini) Cheftrainer: Marjan Eid | Majed Naser – Abdelaziz Sanqour, Hamdan al-Kamali (80. Ismail Ahmed), Mohamed Ahmed, Walid Abbas – Khamis Esmaeel, Amer Abdulrahman – Mohamed Abdulrahman (62. Ismail al-Hammadi), Omar Abdulrahman, Ali Mabkhout – Ahmed Khalil (87. Habib Fardan) Cheftrainer: Mahdi Ali | Ver. Arab. Emirate | Aufstellung Bahrain gegen Ver. Arab. Emirate |
| Bahrain                                                                    | 1:1 Okwunwanne (26.) | 0:1 Mabkhout (1.) 1:2 Husain (74., Eigentor) | Ver. Arab. Emirate | Aufstellung Bahrain gegen Ver. Arab. Emirate |
| Bahrain                                                                    | Husain (12.), Al-Safi (50.), al-Hooti (89.), Aaish (90.+4') | | Ver. Arab. Emirate | Aufstellung Bahrain gegen Ver. Arab. Emirate |
| Bahrain                                                                    | Spieler des Spiels: Omar Abdulrahman (Ver. Arab. Emirate) | | Ver. Arab. Emirate | Aufstellung Bahrain gegen Ver. Arab. Emirate |
| 2. Spieltag                                                                | | |                    |                                              |
| 15. Januar 2015 um 18:00 Uhr (8:00 Uhr MEZ) in Canberra (Canberra Stadium) | | |                    |                                              |
| Zuschauer: 7.925                                                           | | |                    |                                              |
| Schiedsrichter: Chris Beath ( Australien)                                  | | |                    |                                              |
| Spielbericht                                                               | | |                    |                                              |

## Katar – Iran 0:1 (0:0)
| Katar                                                                | Katar | Iran | Iran | Aufstellung                  |
| -------------------------------------------------------------------- | --- | --- | ---- | ---------------------------- |
| Katar                                                                | \| 2. Spieltag \| \| 15. Januar 2015 um 20:00 Uhr (10:00 Uhr MEZ) in Sydney (ANZ Stadium) \| \| Zuschauer: 22.672 \| \| Schiedsrichter: Ravshan Ermatov ( Usbekistan) \| \| Spielbericht \| | \| 2. Spieltag \| \| 15. Januar 2015 um 20:00 Uhr (10:00 Uhr MEZ) in Sydney (ANZ Stadium) \| \| Zuschauer: 22.672 \| \| Schiedsrichter: Ravshan Ermatov ( Usbekistan) \| \| Spielbericht \| | Iran | Aufstellung Katar gegen Iran |
| Katar                                                                | Qasem Burhan – Mohammed Tresor Abdullah, Almahdi Ali Mukhtar, Ibrahim Majid , Abdelkarim Hassan – Karim Boudiaf, Ahmed Abdul Maqsoud (73. Meshal Abdullah) – Ismaeel Mohammad (59. Khalfan Ibrahim), Boualem Khoukhi, Hassan Al Haidos – Mohammed Muntari Cheftrainer: Djamel Belmadi ( Algerien) | Alireza Haghighi – Vouria Ghafouri, Jalal Hosseini, Morteza Pouraliganji, Mehrdad Pooladi – Andranik Teymourian (87. Amir Hossein Sadeqi), Javad Nekounam – Ashkan Dejagah, Masoud Shojaei (72. Khosro Heydari), Ehsan Hajsafi – Sardar Azmoun (62. Reza Ghoochannejhad) Cheftrainer: Carlos Queiroz ( Portugal) | Iran | Aufstellung Katar gegen Iran |
| Katar                                                                | 0:1 Azmoun (52.) | | Iran | Aufstellung Katar gegen Iran |
| Katar                                                                | Mukhtar (49.) | Shojaei (57.) | Iran | Aufstellung Katar gegen Iran |
| Katar                                                                | Spieler des Spiels: Andranik Teymourian (Iran) | | Iran | Aufstellung Katar gegen Iran |
| 2. Spieltag                                                          | | |      |                              |
| 15. Januar 2015 um 20:00 Uhr (10:00 Uhr MEZ) in Sydney (ANZ Stadium) | | |      |                              |
| Zuschauer: 22.672                                                    | | |      |                              |
| Schiedsrichter: Ravshan Ermatov ( Usbekistan)                        | | |      |                              |
| Spielbericht                                                         | | |      |                              |

## Iran – Ver. Arab. Emirate 1:0 (0:0)
| Iran                                                                       | Iran | Ver. Arab. Emirate | Ver. Arab. Emirate | Aufstellung                               |
| -------------------------------------------------------------------------- | --- | --- | ------------------ | ----------------------------------------- |
| Iran                                                                       | \| 3. Spieltag \| \| 19. Januar 2015 um 19:00 Uhr (10:00 Uhr MEZ) in Brisbane (Suncorp Stadium) \| \| Zuschauer: 11.394 \| \| Schiedsrichter: Ryūji Satō ( Japan) \| \| Spielbericht \| | \| 3. Spieltag \| \| 19. Januar 2015 um 19:00 Uhr (10:00 Uhr MEZ) in Brisbane (Suncorp Stadium) \| \| Zuschauer: 11.394 \| \| Schiedsrichter: Ryūji Satō ( Japan) \| \| Spielbericht \|            | Ver. Arab. Emirate | Aufstellung Iran gegen Ver. Arab. Emirate |
| Iran                                                                       | Alireza Haghighi – Khosro Heydari (63. Ashkan Dejagah), Jalal Hosseini, Morteza Pouraliganji, Mehrdad Pooladi – Andranik Teymourian, Javad Nekounam – Alireza Jahanbakhsh (58. Vouria Ghafouri), Soroush Rafiei, Vahid Amiri – Sardar Azmoun (72. Reza Ghoochannejhad) Cheftrainer: Carlos Queiroz ( Portugal) | Majed Naser – Abdelaziz Sanqour, Mohamed Ahmed, Mohanad Salem, Walid Abbas – Khamis Esmaeel, Amer Abdulrahman – Ali Mabkhout, Omar Abdulrahman, Habib Fardan – Ahmed Khalil Cheftrainer: Mahdi Ali | Ver. Arab. Emirate | Aufstellung Iran gegen Ver. Arab. Emirate |
| Iran                                                                       | 1:0 Ghoochannejhad (90.+1') | | Ver. Arab. Emirate | Aufstellung Iran gegen Ver. Arab. Emirate |
| Iran                                                                       | Azmoun (45.+2'), Nekounam (36.), Pooladi (66.) | Abbas (26.) | Ver. Arab. Emirate | Aufstellung Iran gegen Ver. Arab. Emirate |
| Iran                                                                       | Spieler des Spiels: Reza Ghoochannejhad (Iran) | | Ver. Arab. Emirate | Aufstellung Iran gegen Ver. Arab. Emirate |
| 3. Spieltag                                                                | | |                    |                                           |
| 19. Januar 2015 um 19:00 Uhr (10:00 Uhr MEZ) in Brisbane (Suncorp Stadium) | | |                    |                                           |
| Zuschauer: 11.394                                                          | | |                    |                                           |
| Schiedsrichter: Ryūji Satō ( Japan)                                        | | |                    |                                           |
| Spielbericht                                                               | | |                    |                                           |

## Katar – Bahrain 1:2 (0:1)
| Katar                                                                | Katar | Bahrain | Bahrain | Aufstellung                     |
| -------------------------------------------------------------------- | --- | --- | ------- | ------------------------------- |
| Katar                                                                | \| 3. Spieltag \| \| 19. Januar 2015 um 20:00 Uhr (10:00 Uhr MEZ) in Sydney (ANZ Stadium) \| \| Zuschauer: 4.841 \| \| Schiedsrichter: Abdullah al-Hilali ( Oman) \| \| Spielbericht \| | \| 3. Spieltag \| \| 19. Januar 2015 um 20:00 Uhr (10:00 Uhr MEZ) in Sydney (ANZ Stadium) \| \| Zuschauer: 4.841 \| \| Schiedsrichter: Abdullah al-Hilali ( Oman) \| \| Spielbericht \|                                                                                                  | Bahrain | Aufstellung Katar gegen Bahrain |
| Katar                                                                | Qasem Burhan – Mohammed Tresor Abdullah, Almahdi Ali Mukhtar, Ibrahim Majid , Khalid Muftah – Karim Boudiaf, Abdulaziz Hatem (45. Ahmed Abdul Maqsoud) – Hassan Al Haidos, Ali Assadalla (69. Magid Mohamed), Boualem Khoukhi (85. Meshal Abdullah) – Mohammed Muntari Cheftrainer: Djamel Belmadi ( Algerien) | Hamed Al-Doseri – Abdullah Omar (45. Sami al-Husaini), Abdulla Al-Hazaa, Hussain Ali Baba , Rashed al-Hooti – Sayed Saeed, Sayed Ahmed, Abdulwahab Al-Safi, Abdulwahab al-Malood (75. Abdulla Yaser) – Faouzi Aaish, Jaycee Okwunwanne (86. Abdulla Yusuf Helal) Cheftrainer: Marjan Eid | Bahrain | Aufstellung Katar gegen Bahrain |
| Katar                                                                | 1:1 Al Haidos (68.) | 0:1 Saeed (35.) 1:2 Ahmed (82.) | Bahrain | Aufstellung Katar gegen Bahrain |
| Katar                                                                | Hatem (34.) | Ali Baba (53.) | Bahrain | Aufstellung Katar gegen Bahrain |
| Katar                                                                | Spieler des Spiels: Faouzi Aaish (Bahrain) | | Bahrain | Aufstellung Katar gegen Bahrain |
| 3. Spieltag                                                          | | |         |                                 |
| 19. Januar 2015 um 20:00 Uhr (10:00 Uhr MEZ) in Sydney (ANZ Stadium) | | |         |                                 |
| Zuschauer: 4.841                                                     | | |         |                                 |
| Schiedsrichter: Abdullah al-Hilali ( Oman)                           | | |         |                                 |
| Spielbericht                                                         | | |         |                                 |